# Hypoctonus gastrostictus
Espèce
Hypoctonus gastrostictus est une espèce d'uropyges de la famille des Thelyphonidae.

## Distribution
Cette espèce est endémique de Bornéo.

## Publication originale
- Kraepelin, 1897 : Revision der Uropygi Thor. (Thelyphonidae auct.). Abhandlungen aus dem Gebiete der Naturwissenschaften herausgegeben vom Naturwissenschaftlichen Verein in Hamburg, vol. 15, p. 1–58.